# Satellites naturels de Saturne
Vous lisez un « bon article » labellisé en 2012.

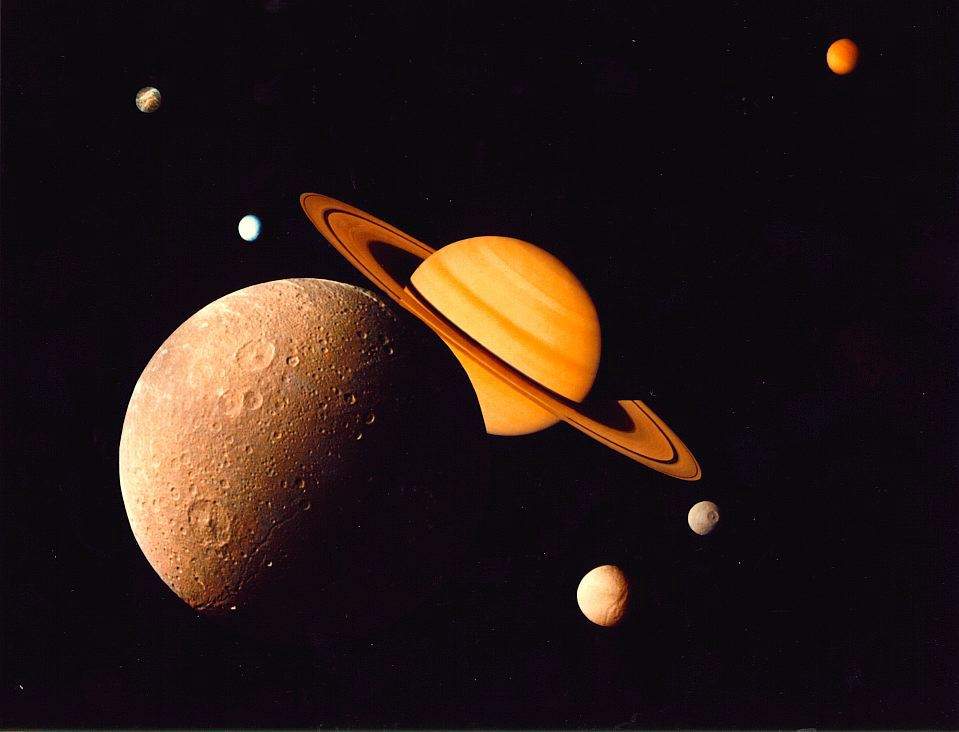
Montage préparé d'après des photos prises par la sonde Voyager 1 en novembre 1980.

Un satellite naturel de Saturne est un objet naturellement en orbite autour de la planète Saturne. En 2025, on en a observé 274, auxquels on peut ajouter plus de 150 hélices dans les anneaux, suspectées d'être dues à des lunes mineures non observées directement. Parmi ces 274 satellites, l'existence de 228 est confirmée, dont 66 qui ont reçu leur désignation permanente (63 d'entre eux ont aussi reçu un nom propre), tandis que les 208 autres n'ont encore qu'une désignation provisoire. L'existence de trois satellites supplémentaires est particulièrement remise en question. Les satellites de Saturne ont des tailles très variées. On connaît de petites lunes de moins d'un kilomètre de diamètre, alors que Titan est plus grand que la planète Mercure. Parmi les satellites recensés, treize ont un diamètre de plus de 50 km.
Les deux satellites de Saturne les plus notables sont Titan, qui possède une atmosphère dense constituée principalement de diazote et des lacs d'hydrocarbures à sa surface, et Encelade, qui émet des geysers de gaz et de poussières et pourrait contenir de l'eau liquide sous son pôle Sud.
Vingt-quatre des lunes de Saturne sont des satellites réguliers. Ils ont une orbite prograde, presque circulaire et peu inclinée par rapport au plan équatorial de la planète. Parmi ceux-ci, se trouvent les sept satellites majeurs, les quatre satellites troyens qui ont une orbite commune à un satellite majeur, Hypérion qui orbite en résonance avec Titan et les trois petites lunes (Méthone, Anthée et Pallène) entre Mimas et Encelade qui constituent le groupe des Alcyonides. Les autres satellites réguliers (S/2009 S 1, Pan, Daphnis, Atlas, Prométhée, Pandore, Janus, Épiméthée, Égéon) sont situés dans les anneaux de Saturne, de l'anneau B (S/2009 S 1) à l'anneau G (Égéon). Les satellites réguliers sont généralement nommés suivant le nom des Titans ou d'autres personnages associés au dieu Saturne.
Les autres lunes sont toutes des satellites irréguliers. Leur orbite est plus éloignée de Saturne et fortement inclinée par rapport au plan équatorial de la planète. Elles ont toutes une taille inférieure à trente kilomètres, à l'exception de Phœbé, neuvième satellite de Saturne découvert à la fin du XIXe siècle, et Siarnaq (groupe inuit). Ces satellites sont probablement des objets capturés par Saturne, ou des fragments d'objets capturés. Ils sont classés en trois groupes selon leurs caractéristiques orbitales : le groupe inuit, le groupe nordique (auquel appartient Phœbé) et le groupe gaulois.
Les anneaux de Saturne sont constitués d'une multitude d'objets, dont la taille varie de quelques micromètres à plusieurs mètres. Chacun de ces objets suit sa propre orbite autour de la planète. Il n'existe pas de frontière précise entre les innombrables objets anonymes qui constituent ces anneaux et les objets plus grands qui ont été nommés. Au moins cent cinquante lunes mineures ont été détectées dans les anneaux par les perturbations qu'elles créent dans le milieu environnant et l'on pense que celles-ci ne représentent qu'une petite portion de la population totale de ces objets.

## Découvertes

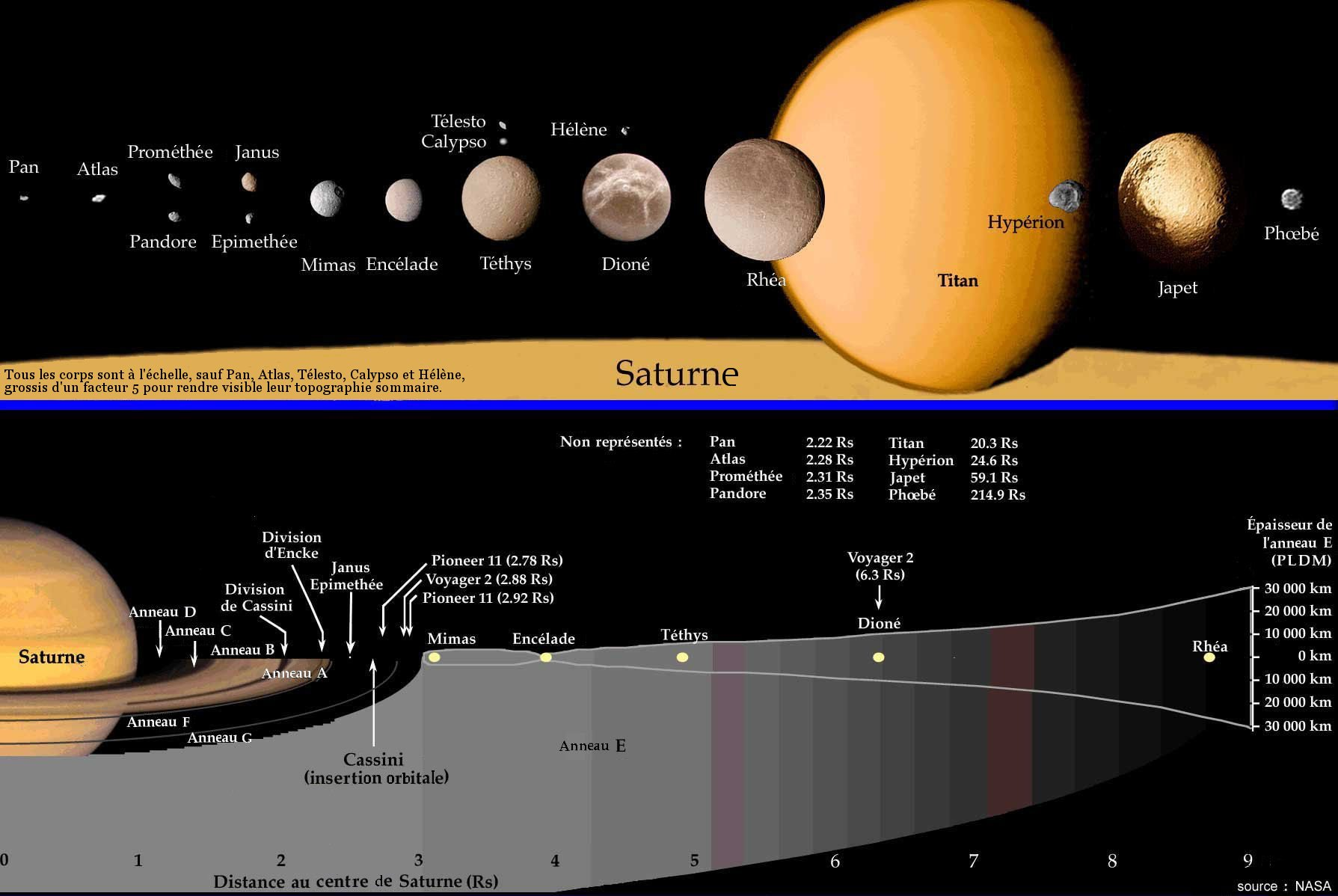
Satellites et anneaux de Saturne (photomontage de l'Agence spatiale européenne).

### Premières observations
Les huit premières lunes de Saturne furent découvertes par observation directe à l'aide du télescope optique. La plus grande, Titan, fut découverte en 1655 par Christian Huygens grâce à un objectif de 57 mm monté sur une lunette astronomique de sa conception. Giovanni Domenico Cassini découvrit Japet et Rhéa en 1671 puis Téthys et Dioné en 1684. Mimas et Encelade furent découvertes en 1789 par William Herschel. Hypérion fut découvert en 1848 par William Cranch Bond, George Phillips Bond et William Lassell.
L'utilisation de plaques photographiques à longue durée d'exposition permit la découverte de nouveaux satellites. Le premier découvert par cette technique fut Phœbé, identifié en 1899 par W.H. Pickering. En 1966, le dixième satellite de Saturne fut découvert par Audouin Dollfus en observant les anneaux de Saturne par la tranche près d'un équinoxe. Il fut plus tard nommé Janus. Les astronomes réalisèrent en 1978 que les observations de 1966 impliquaient la présence d'un autre satellite dont l'orbite était similaire à Janus. Cette 11e lune de Saturne est maintenant connue sous le nom d'Épiméthée. En 1980, trois satellites supplémentaires, les troyens Hélène, Télesto et Calypso furent découverts depuis des télescopes au sol puis identifiés par la suite par les sondes du programme Voyager.
Thémis, satellite qui aurait été découvert en 1905, n'existe en fait pas.

### Observations par des sondes

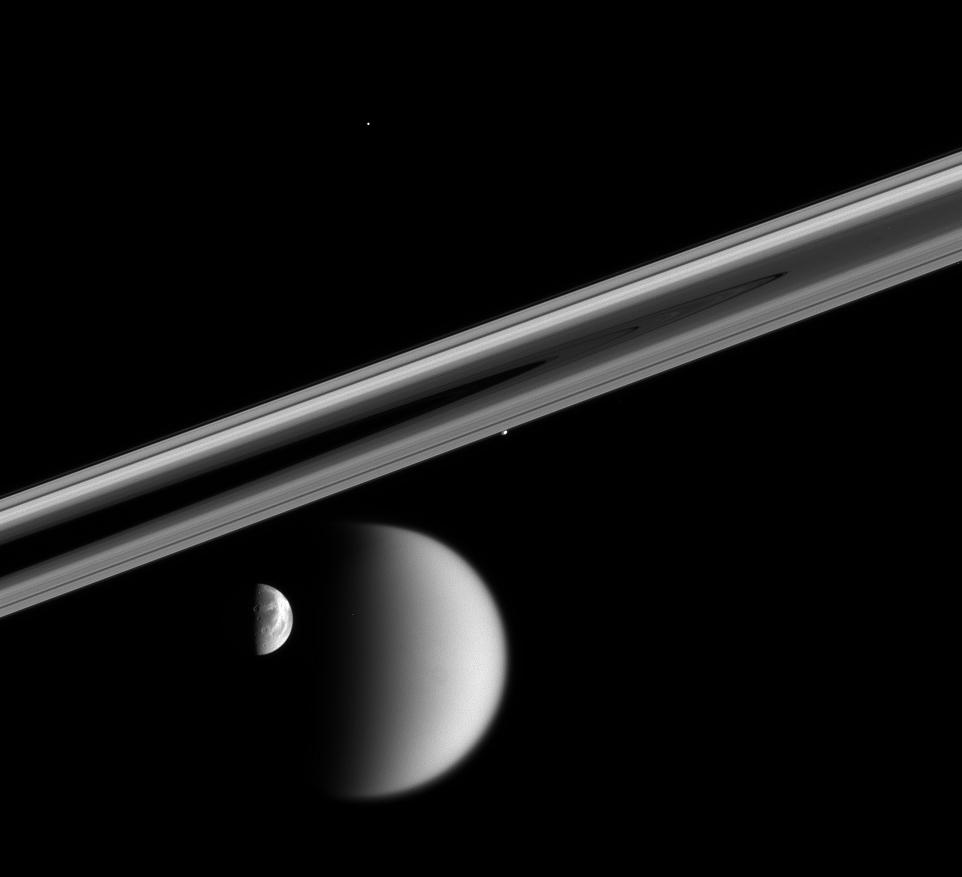
Quatre lunes de Saturne sont visibles sur cette image prise par la sonde Cassini : Titan (le plus grand) et Dioné en bas, le petit Prométhée (sous les anneaux) et le minuscule Télesto au-dessus du centre.

L'étude des planètes externes du système solaire a été révolutionnée par l'usage de sondes spatiales automatisées. L'arrivée des sondes Voyager près de Saturne en 1980-1981 a permis la découverte de trois nouvelles lunes, Atlas,, Prométhée, et Pandore,, amenant le nombre de lunes connues à dix-sept. De plus, les astronomes eurent la confirmation qu'Épiméthée était distinct de Janus. En 1990, Pan fut découvert dans des images d'archive de Voyager,.
La mission Cassini, qui arriva autour de Saturne à l'été 2004, découvrit trois petites lunes intérieures dans un premier temps : Méthone et Pallène sont entre Mimas et Encelade et Pollux est la deuxième lune lagrangienne de Dioné. Elle détecta trois lunes qui n'ont pas fait l'objet de confirmation dans l'anneau F. En novembre 2004, les scientifiques du programme Cassini annoncèrent que la structure des anneaux de Saturne implique la présence de plusieurs lunes supplémentaires en orbite au sein de ces anneaux, dont une seule, Daphnis a été confirmée (en 2005),. En 2007, la découverte d'Anthée est annoncée, puis celle d'Égéon en 2009.

### Satellites externes
L'étude des lunes de Saturne a également été facilitée par les progrès de l'instrumentation des télescopes, principalement l'introduction des dispositifs numériques qui ont remplacé les plaques photographiques. Une mission d'observation menée en 2000 a permis de découvrir douze autres lunes en orbite à une grande distance de Saturne (Ymir, Paaliaq,, Siarnaq, Tarvos,, Kiviuq, Ijiraq,, Thrymr, Skathi, Mundilfari,, Erriapo,, Albiorix, et Suttungr,). Il pourrait s'agir de fragments de corps plus importants capturés par l'attraction gravitationnelle de Saturne.
Une équipe d'astronomes de l'université de Hawaï a découvert Narvi en 2003 au moyen du télescope Subaru de 8,2 mètres, puis vers la fin de l'année 2004, douze autres satellites extérieurs (S/2004 S 7, Fornjot, Farbauti, Ægir, Bebhionn, S/2004 S 12, S/2004 S 13, Hati, Bergelmir, Fenrir, S/2004 S 17 et Bestla). Le 26 juin 2006, la même équipe a découvert neuf petits satellites extérieurs supplémentaires : Hyrrokkin,, S/2006 S 1, Kari, S/2006 S 3, Greip, Loge, Jarnsaxa, Surtur et Skoll,. La découverte de Tarqeq, était annoncée le 13 avril 2007 et celle de S/2007 S 2 et S/2007 S 3 suit de près, le 1er mai.

### 2019-2025: nouvelles découvertes et confirmations
Début octobre 2019 est annoncée la découverte de vingt nouveaux satellites irréguliers observés entre 2004 et 2007, portant le total des satellites connus de Saturne à 82. Onze ont été annoncés le 7 octobre : S/2004 S 20, S/2004 S 21, S/2004 S 22, S/2004 S 23, S/2004 S 24, S/2004 S 25, S/2004 S 26, S/2004 S 27, S/2004 S 28, S/2004 S 29 et S/2004 S 30. Les neuf autres ont été annoncés le lendemain : S/2004 S 31, S/2004 S 32, S/2004 S 33, S/2004 S 34, S/2004 S 35, S/2004 S 36, S/2004 S 37, S/2004 S 38 et S/2004 S 39. Deux de ces satellites appartiennent au groupe inuit (S/2004 S 29 et 31), un au groupe gaulois (S/2019 S 24) et les dix-sept autres au groupe nordique. Un concours est ouvert du 7 octobre au 6 décembre 2019 afin que le grand public propose des noms pour ces 20 nouveaux satellites.
Le 8 octobre 2019 est également annoncée la confirmation de deux satellites découverts antérieurement et observés de 2004 à 2007 : S/2006 S 3 et S/2007 S 2. Le 25 novembre 2019 est annoncée la confirmation de S/2006 S 1, observé de 2005 à 2007.
Le 16 novembre 2021 est annoncée la découverte et confirmation de S/2019 S 1, qui appartient au groupe inuit.
Le 24 août 2022, dix satellites dont la découverte a été annoncée en 2019 sont nommés : Gridr, Angrboda, Skrymir, Gerd, Eggther, Beli, Gunnlod, Thiazzi, Alvaldi et Geirrod.
Le 12 octobre 2022 est annoncée la confirmation de cinq satellites : S/2007 S 3, S/2004 S 7, S/2004 S 12, S/2004 S 17 et S/2004 S 13.
Entre le 3 et le 16 mai 2023 est annoncée la découverte de 62 nouveaux satellites irréguliers (7 du groupe inuit, 2 du groupe gaulois et 53 du groupe nordique), tous confirmés, faisant plus que doubler le nombre de satellites irréguliers de Saturne connus (qui passe de 59 à 121) et menant le total des satellites connus de Saturne à 145,. Le 3 mai est annoncée la découverte de six nouveaux satellites : S/2020 S 1, qui appartient au groupe inuit, et S/2006 S 9, S/2004 S 40, S/2019 S 2, S/2019 S 3 et S/2020 S 2, qui appartiennent au groupe nordique. La découverte de S/2007 S 5, satellite du groupe nordique initialement annoncé le même jour sous la désignation erronée S/2007 S 4 (correspondant à Anthée), est de ce fait rétractée avant d'être réannoncée sous la désignation correcte le 5 mai. Ce même 5 mai est annoncée la découverte de deux autres satellites : S/2020 S 3, du groupe inuit, et S/2019 S 4, du groupe nordique. Le 6 mai est annoncée la découverte de sept satellites supplémentaires : S/2004 S 41, S/2007 S 6, S/2004 S 42, S/2006 S 10 et S/2019 S 5, qui appartiennent au groupe nordique, et S/2020 S 4 et S/2020 S 5, qui appartiennent au groupe inuit. La découverte de cinq autres satellites est annoncée le 7 mai : S/2004 S 43, S/2004 S 44, S/2004 S 45 et S/2006 S 11, qui appartiennent au groupe nordique, et S/2006 S 12, qui appartient au groupe gaulois. La découverte de dix satellites supplémentaires est annoncée le 8 mai : S/2019 S 6, qui appartient au groupe inuit, et S/2006 S 13, S/2019 S 7, S/2019 S 8, S/2019 S 9, S/2004 S 46, S/2019 S 10, S/2004 S 47, S/2019 S 11 et S/2006 S 14, qui appartiennent au groupe nordique. Le 9 mai y sont ajoutés 3 autres satellites du groupe nordique : S/2019 S 12, S/2020 S 6 et S/2019 S 13. Sept autres satellites suivent le 10 mai : S/2005 S 4 et S/2019 S 14, qui appartiennent au groupe inuit, S/2007 S 7, S/2020 S 7, S/2019 S 15 et S/2005 S 5, qui appartiennent au groupe nordique, et S/2007 S 8, qui appartient au groupe gaulois. Puis le 15 mai S/2006 S 15, S/2006 S 16, S/2006 S 17, S/2004 S 48, S/2020 S 8, S/2004 S 49, S/2004 S 50, S/2006 S 18, S/2019 S 16, S/2019 S 17, S/2019 S 18, S/2019 S 19, S/2019 S 20, S/2006 S 19, S/2004 S 51, S/2020 S 9, S/2004 S 52 et enfin le 16 mai S/2007 S 9, S/2004 S 53, S/2020 S 10, S/2019 S 21. La découverte d'un satellite supplémentaire du groupe nordique, S/2006 S 20, est annoncée le 23 mai 2023, menant le total des satellites connus de Saturne à 146. Tous ces satellites, d'un diamètre d'environ 2 à 4 kilomètres, ont été découverts ou suivis par Edward Ashton et ses collaborateurs pendant leur relevé de 2019 à 2021 avec le télescope Canada-France-Hawaï (CFHT), décrit dans un article de 2021 où ils listent environ 80 nouveaux candidats satellites de Saturne.
Le 11 mars 2025 est annoncée la découverte de 128 nouveaux satellites, dont 83 avec un arc d'observation de plusieurs années. Le nombre total de satellites connus de Saturne passe ainsi à 274, dont 228 confirmés. Sur ces 128 nouveaux satellites, 8 appartiennent au groupe gaulois : S/2005 S 7, S/2007 S 11, S/2019 S 29, S/2019 S 31, S/2019 S 34, S/2020 S 15, S/2023 S 17 et S/2023 S 18. 23 autres appartiennent au groupe inuit : 15 au sous-groupe de Kiviuq — S/2004 S 54, S/2004 S 55, S/2007 S 10, S/2019 S 22, S/2019 S 23, S/2019 S 24, S/2019 S 25, S/2019 S 26, S/2020 S 11, S/2020 S 12, S/2020 S 13, S/2023 S 1, S/2023 S 2, S/2023 S 6 et S/2023 S 7 — et 8 au sous-groupe de Siarnaq — S/2004 S 58, S/2005 S 6, S/2006 S 23, S/2019 S 32, S/2020 S 19, S/2023 S 3, S/2023 S 19 et S/2023 S 22. 96 appartiennent au groupe nordique : 6 à faible inclinaison (i < 151°) — S/2019 S 37, S/2020 S 17, S/2020 S 27, S/2023 S 20, S/2023 S 30 et S/2023 S 46 —, 7 du sous-groupe de Kari — S/2006 S 29, S/2019 S 41, S/2020 S 30, S/2023 S 21, S/2023 S 27, S/2023 S 33 et S/2023 S 45 —, 75 du sous-groupe de Mundilfari — S/2004 S 56, S/2004 S 57, S/2004 S 59, S/2004 S 61, S/2006 S 21, S/2006 S 22, S/2006 S 24, S/2006 S 25, S/2006 S 26, S/2006 S 27, S/2019 S 27, S/2019 S 28, S/2019 S 30, S/2019 S 33, S/2019 S 35, S/2019 S 36, S/2019 S 38, S/2019 S 40, S/2019 S 42, S/2019 S 43, S/2020 S 14, S/2020 S 16, S/2020 S 18, S/2020 S 20, S/2020 S 21, S/2020 S 22, S/2020 S 23, S/2020 S 24, S/2020 S 25, S/2020 S 26, S/2020 S 28, S/2020 S 29, S/2020 S 31, S/2020 S 32, S/2020 S 33, S/2020 S 34, S/2020 S 36, S/2020 S 38, S/2020 S 39, S/2020 S 40, S/2020 S 41, S/2020 S 42, S/2020 S 43, S/2020 S 44, S/2023 S 4, S/2023 S 5, S/2023 S 8, S/2023 S 10, S/2023 S 11, S/2023 S 12, S/2023 S 13, S/2023 S 14, S/2023 S 15, S/2023 S 16, S/2023 S 23, S/2023 S 24, S/2023 S 25, S/2023 S 26, S/2023 S 28, S/2023 S 29, S/2023 S 31, S/2023 S 32, S/2023 S 34, S/2023 S 35, S/2023 S 36, S/2023 S 38, S/2023 S 39, S/2023 S 40, S/2023 S 41, S/2023 S 42, S/2023 S 43, S/2023 S 44, S/2023 S 47, S/2023 S 48, S/2023 S 49 et S/2023 S 50 — et 8 du sous-groupe de Phœbé — S/2004 S 60, S/2006 S 28, S/2019 S 44, S/2023 S 9, S/2019 S 39, S/2020 S 35, S/2020 S 37 et S/2023 S 37. Enfin, l'appartenance de S/2023 S 50 est incertaine, bien qu'il appartienne probablement au groupe nordique.

### Résumé
Au 11 mars 2025, 274 satellites sont connus autour de Saturne, dont 228 confirmés (63 numérotés et nommés, 3 numérotés non nommés, les autres en attente de numérotation).

## Dénomination
Les noms modernes pour les lunes de Saturne ont été suggérés par John Herschel en 1847. Il a proposé de leur donner le nom des personnages mythologiques associés au dieu romain de l'agriculture et de la récolte, Saturne (assimilé au titan grec Cronos). En particulier, les sept satellites alors connus ont été nommés d'après les Titans et les Titanides. En 1848, Lassell a proposé que le huitième satellite de Saturne soit nommé Hypérion, nom d'un autre Titan. Lorsque les noms des Titans furent épuisés, les lunes furent nommées d'après d'autres géants de la mythologie gréco-romaine et d'autres mythologies.
À l'exception de Phœbé (découverte et nommée bien antérieurement), toutes les lunes irrégulières ont été nommées d'après des géants (ou des esprits) gaulois, inuits ou nordiques. Ces noms identifient trois groupes de satellites en fonction de leur inclinaison (mesurée par rapport à l'écliptique, pas l'orbite de Saturne ni son plan équatorial) : les satellites progrades dont l'inclinaison avoisine 36° ont reçu des noms de géants gaulois, ceux d'inclinaison voisine de 48° ont été nommés d'après des géants ou des esprits inuits, et les satellites rétrogrades (donc d'inclinaison comprise entre 90 et 180°) autres que Phœbé ont reçu les noms de géants nordiques.

## Formation des satellites
Des simulations numériques révèlent que les lunes glacées de Saturne ont pu se former à partir de l'étalement de la matière constituant les anneaux. Lors de sa formation, un anneau s'étale à la fois vers la planète et vers l'extérieur. La matière dirigée vers la planète ne peut pas s'agréger à cause des forces de marées. En s'éloignant de la planète les forces de marées diminuent jusqu'à s'équilibrer avec les forces d'accrétion gravitationnelles. Ce cercle d'équilibre est dit la « limite de Roche ». Au-delà de la limite de Roche, les forces d'accrétion prennent le dessus, la matière peut s'agréger et des satellites peuvent se former. Pour Saturne, la limite de Roche, située à 140 000 km du centre, est occupée par l'anneau F. Les simulations indiquent que des satellites glacés se forment au bord de l'anneau F. Puis ils s'éloignent à vitesse décroissante. Les plus récents rattrapent les plus anciens, ils s'agrègent et forment des lunes de plus en plus massives,,,.

## Caractéristiques et groupes

Masses relatives des satellites de Saturne.

Le système de lunes de Saturne est très inégal : une lune, Titan, comprend plus de 96 % de la masse en orbite autour de la planète. Les six lunes sphériques représentent environ quatre pour cent, tandis que les autres petites lunes, avec les anneaux, ne représentent que 0,04 %.
Même si leurs limites sont plutôt floues (voire subjectives), il est possible de regrouper les satellites de Saturne en dix groupes.

### Satellites bergers

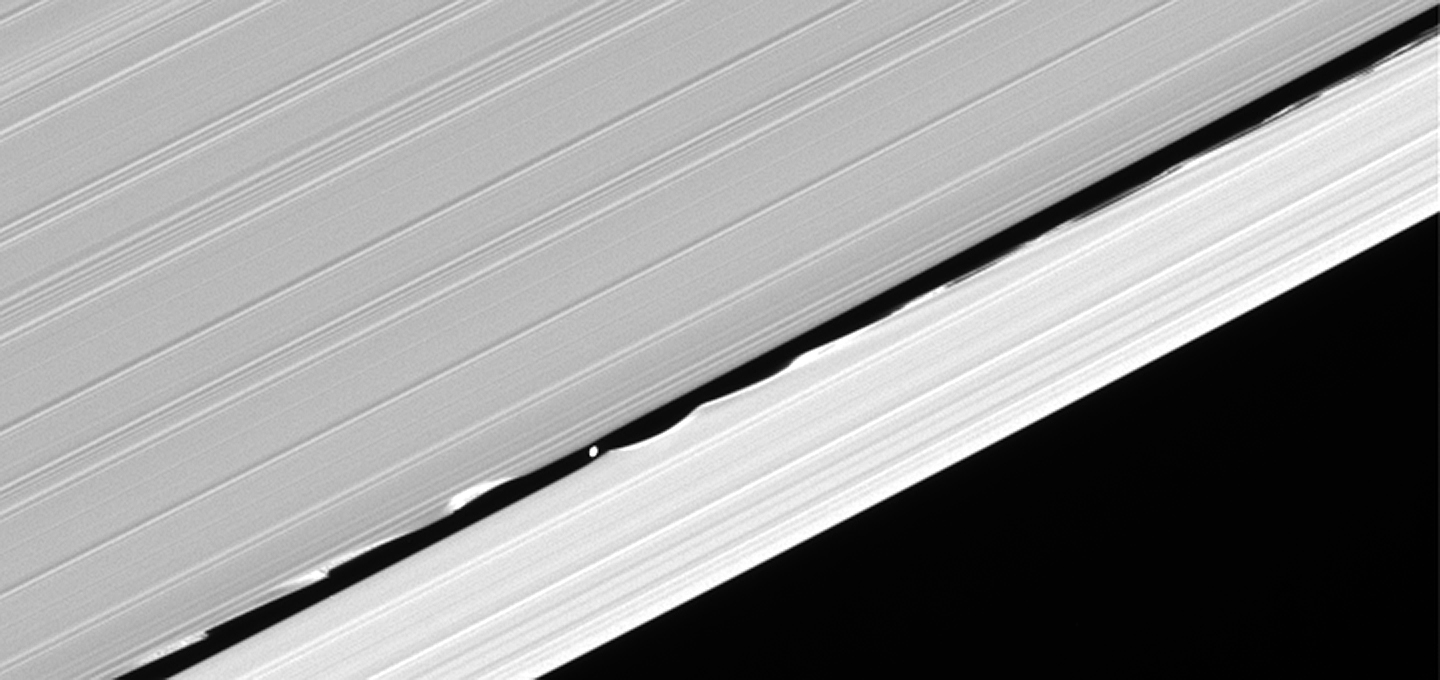
Le passage de Daphnis dans la lacune de Keeler provoque des vagues sur les bords de l'anneau A.

Les satellites bergers sont des lunes qui orbitent à l'intérieur ou juste à la limite d'un système d'anneaux planétaires, en sculptant les bords ou en créant des lacunes entre eux. Les satellites bergers de Saturne sont Pan (dans la division d'Encke), Daphnis (dans la division de Keeler), Atlas (satellite berger externe de l'anneau A), Prométhée (satellite berger interne de l'anneau F) et Pandore (satellite berger externe de l'anneau F).
Ces lunes se sont probablement formées par accrétion de matériaux de l'anneau sur un cœur massif et dense préexistant. Ce cœur, d'environ la moitié à un tiers de la masse actuelle du satellite, pourrait être lui-même le débris de la désintégration d'un satellite plus ancien.

### Satellites des anneaux

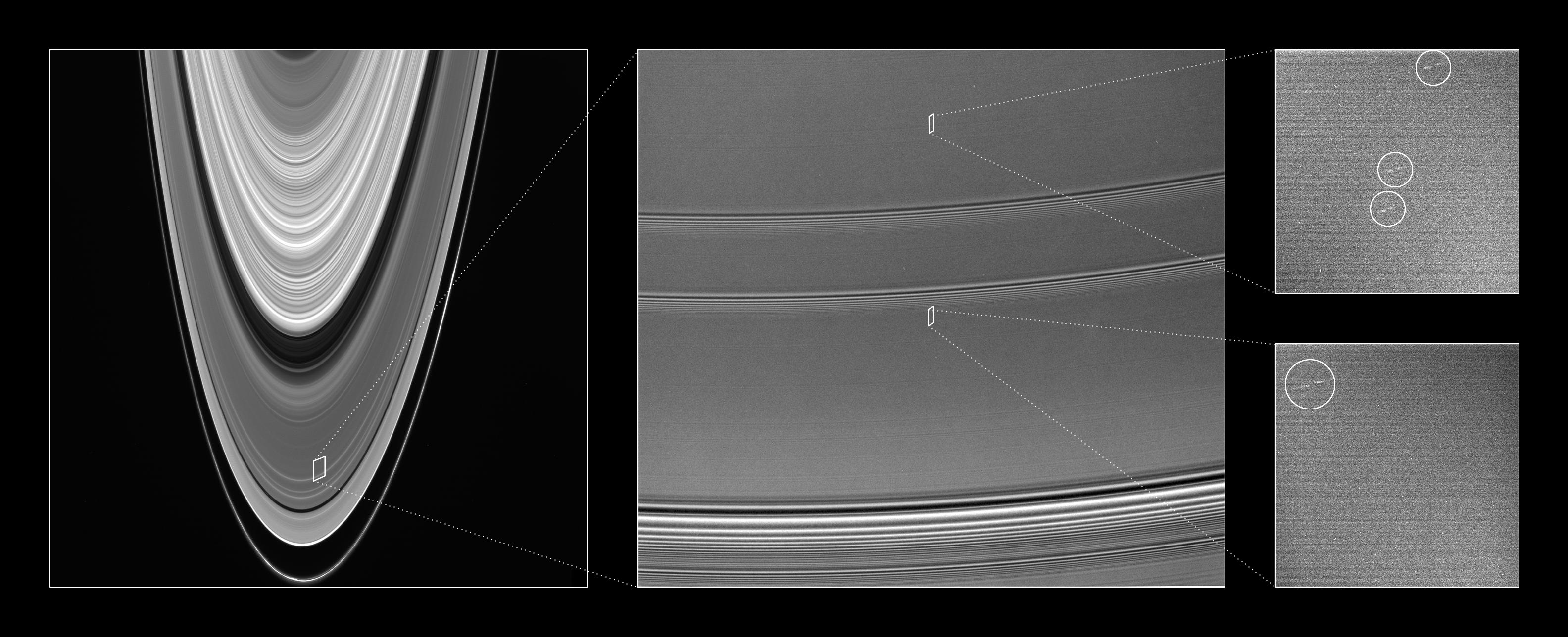
Quatre objets identifiés dans l'anneau A par Cassini.

En mars 2006, quatre objets ont été identifiés sur les images de l'anneau A prises par la sonde Cassini lors de son insertion en orbite autour de la planète le 1er juillet 2004,,. Contrairement à Pan et Daphnis, qui sont assez massifs pour nettoyer l'espace autour d'eux et créer une division, ces minuscules satellites ne perturbent l'anneau que sur une dizaine de kilomètres en avant et en arrière de leur orbite, créant des structures en forme d'hélice (propeller en anglais) : ils sont ainsi appelés « satellites (ou lunes) à hélice » (propeller moons en anglais). Ils apparaissent donc comme deux traits clairs sur la surface de l'anneau. Cette découverte fut exceptionnelle car c'était la première fois que l'on découvrait à cet endroit des objets plus gros que les plus gros composants des anneaux détectés jusqu'alors (d'une taille de l'ordre de 1 cm à 10 m) mais plus petits que les plus petits satellites connus à ce moment-là (plusieurs kilomètres). Les hélices mesurent typiquement quelques kilomètres à quelques centaines de kilomètres de long de part et d'autre de ces lunes, lesquelles mesurent elles-mêmes quelques dizaines de mètres à un ou deux kilomètres de long,,,,,.
En 2007, plus de 150 objets de ce type avaient été observés. Ils sont tous situés dans trois bandes étroites de l'anneau A entre 126 750 km et 132 000 km du centre de Saturne. Chaque bande a une largeur d'environ 1 000 km (moins de 1 % de la largeur totale des anneaux). Ces régions sont relativement libres de toute perturbation liée à une résonance avec d'autres satellites, même si ce n'est pas une condition suffisante, puisque d'autres régions peu perturbées ne contiennent pas de lune. Ces lunes sont probablement des résidus de la dislocation d'un satellite plus grand. Des estimations indiquent qu'il existerait 7  à   8 000 satellites à hélice de plus de 800 mètres dans l'anneau A et des millions de plus de 250 mètres. Des objets de ce type semblent également se trouver dans la partie extérieure de l'anneau A (« trans-Encke »). Certains de ces objets auraient des orbites non képlériennes.
Des objets similaires pourraient exister dans l'anneau F. Dans cet anneau, des jets de matière ont été observés, qui pourraient être issus de collisions entre de petites lunes et le cœur de l'anneau F, ces collisions étant initiées par la présence proche de Prométhée. Une des plus grandes lunes de l'anneau F est l'objet S/2004 S 6, dont la présence n'a pas été confirmée. L'anneau F contient également des spirales de matière, qui seraient dues à des objets encore plus petits (environ un kilomètre de diamètre), orbitant près de l'anneau F.
En 2009, la découverte d'Égéon a été annoncée dans l'anneau G, entre Janus et Mimas. Son orbite est en résonance 7:6 avec Mimas : lorsqu'Égéon fait 7 fois le tour de Saturne, Mimas en fait exactement 6. Égéon, d'un diamètre d'environ 500 m est un des plus grands objets dans l'anneau, ce qui suggère qu'il en est une des principales sources de matériau.
Un peu plus tard, à l'été 2009, une nouvelle lune, S/2009 S 1, était découverte dans l'anneau B. Cette lune a été découverte par l'ombre qu'elle projette sur l'anneau. Son diamètre est estimé à 300 m. Contrairement aux lunes de l'anneau A, elle ne crée pas de perturbation en forme d'hélice, probablement parce que l'anneau B est plus dense.

### Satellites majeurs internes

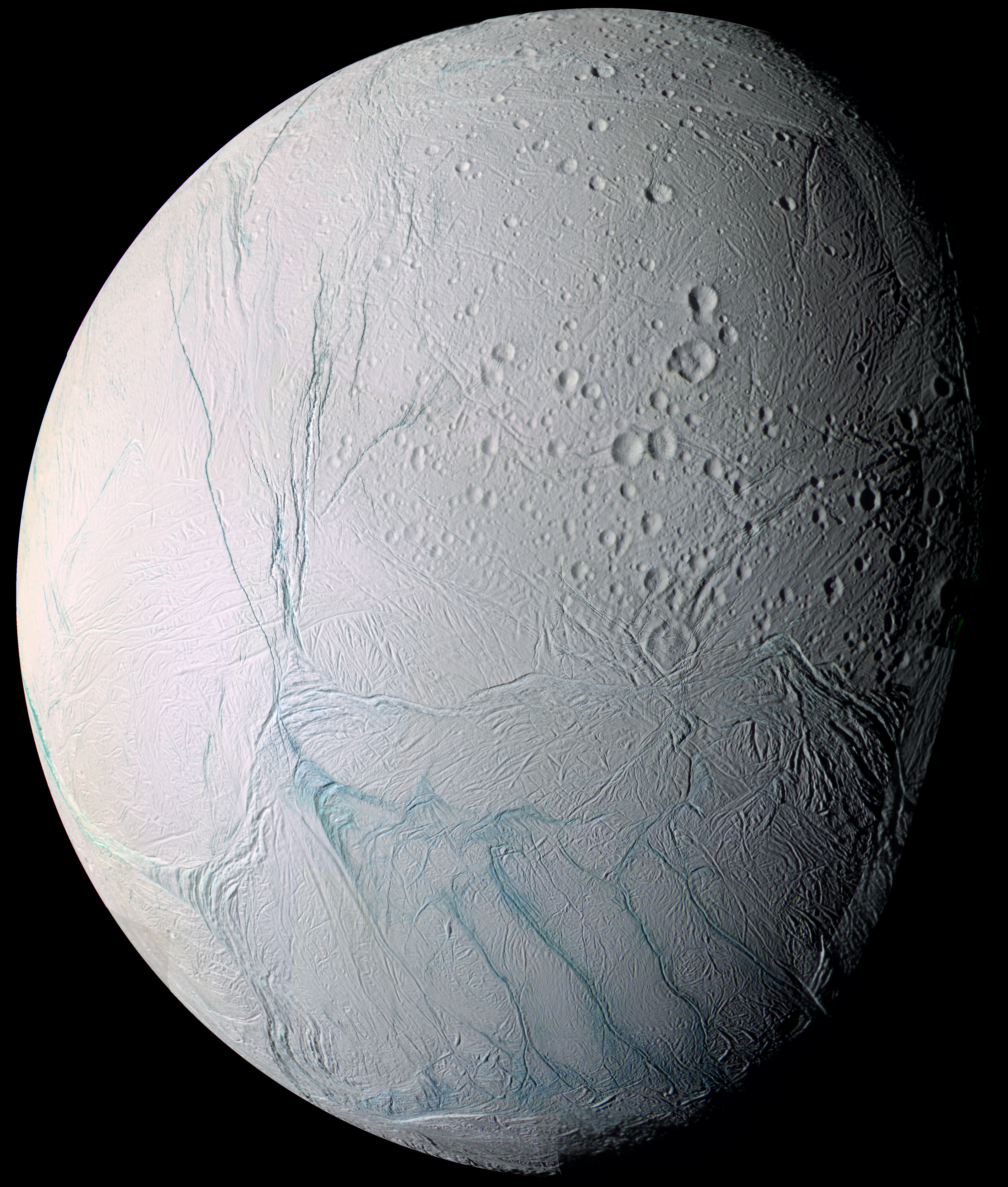
Image en fausse couleur d'Encelade prise par Cassini en 2005. Les « rayures du tigre » sont situées en bas à droite, près du terminateur.

Quatre satellites majeurs internes de Saturne orbitent dans l'anneau E, en compagnie des trois petites lunes du groupe des Alcyonides.
Mimas, avec un diamètre de 396 km, est la plus petite des quatre. Elle est de forme ovoïde, légèrement aplatie au niveau des pôles et renflée au niveau de l'équateur. La face avant de Mimas est marquée par un large cratère de 130 kilomètres de diamètre, nommé cratère Herschel. Sa surface est dominée par la présence de cratères d'impacts, et ne présente pas de trace d'activité géologique.
Encelade a un diamètre de 504 km, et est la deuxième plus petite des lunes majeures internes de Saturne. C'est le plus petit objet géologiquement actif du système solaire. Sa surface est assez diverse avec des zones très cratérisées, tandis que d'autres ont un aspect plus lisse. En 2005, la sonde Cassini a permis la découverte au pôle sud d'Encelade de la présence de profondes fissures parallèles, d'une longueur de 130 kilomètres chacune, qui ont été nommées rayures du tigre,. La température au niveau de ces rayures atteint les 180 K, ce qui est bien plus chaud que le reste de la lune. La sonde a également observé la présence de geysers de fines particules glacées, dont l'origine coïncide avec les points les plus chauds des rayures du tigre,. La matière éjectée alimente l'anneau E, et est une source importante, sinon dominante de la magnétosphère de Saturne. La source d'énergie de cette activité pourrait être liée aux effets de marée dus à Saturne, et au déplacement de l'orbite d'Encelade sous l'influence de Dioné,. Encelade pourrait contenir de l'eau liquide sous la surface du pôle sud,.
Téthys, avec 1 066 km de diamètre, est la 5e plus grande lune de Saturne (et la deuxième des lunes internes). Sa surface est caractérisée par la présence d'une gigantesque faille, Ithaca Chasma, qui barre une partie de sa surface, et du cratère Odyssée, d'un diamètre de 400 km. Ithaca Chasma est presque concentrique avec le cratère Odyssée, et ces deux formations géologiques pourraient être liées. Téthys n'a pas d'activité géologique visible. La majorité de sa surface est fortement cratérisée, et l'hémisphère opposé à Odyssée présente une surface plus jeune. La densité de Téthys (0,97 g/cm3) est inférieure à celle de l'eau, ce qui indique que la lune est composée majoritairement de glace, avec une faible proportion de roches.
Dioné, avec ses 1 123 km de diamètre, est le 4e plus grand satellite de Saturne et la plus grande des lunes internes. La majorité de sa surface est couverte de cratères d'impact, mais fait apparaître des filaments qui correspondent à des falaises de glace de quelques centaines de mètres de hauteur, ce qui indique une activité géologique dans le passé. Les mesures de Cassini montrent que Dioné est une source de plasma dans la magnétosphère de Saturne, ce qui indique qu'il pourrait toujours être géologiquement actif, à une échelle moins importante qu'Encelade.

### Groupe des Alcyonides
Les Alcyonides sont un groupe de trois satellites, Méthone, Anthée et Pallène, qui orbitent entre Mimas et Encelade. Avec un diamètre de moins de 5 km, ils font partie des plus petites lunes identifiées à ce jour dans le système de Saturne.
Les images de Cassini montrent des arcs très fins qui s'étendent à l'avant et à l'arrière de l'orbite de Méthone et Anthée. Ces arcs pourraient être issus de matériaux arrachés par des impacts de micrométéorites et confinés dans une étroite région de l'orbite des deux lunes par la résonance avec Mimas.

### Lunes co-orbitales

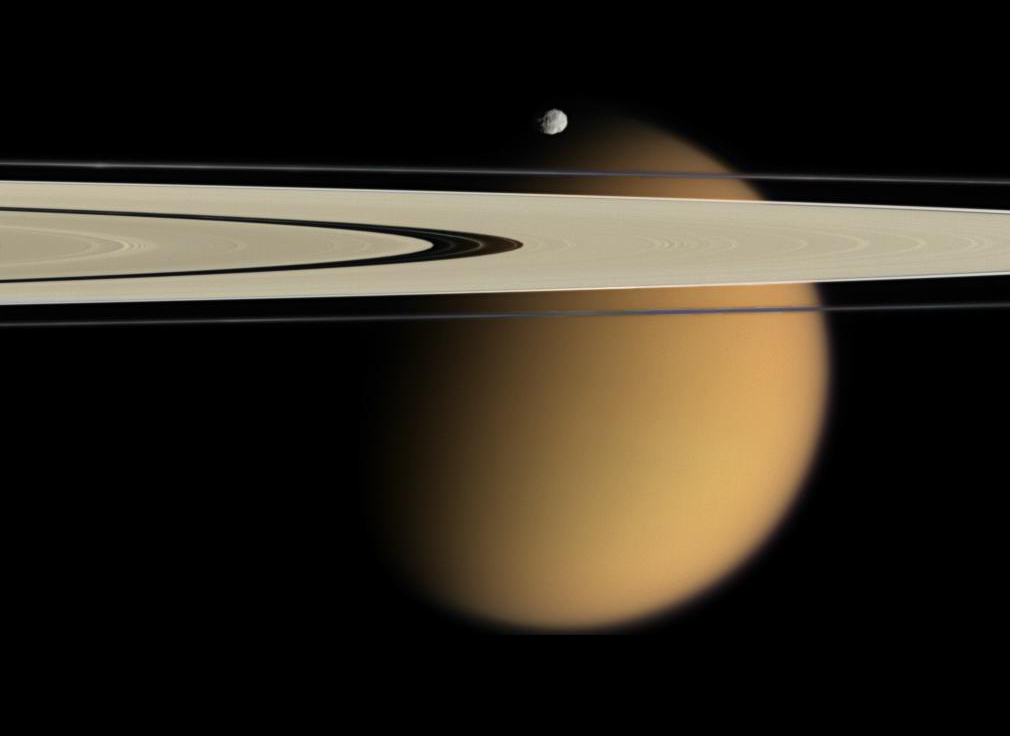
Épiméthée devant Titan.

Janus et Épiméthée sont des lunes co-orbitales. Elles possèdent à peu près la même taille, respectivement 179  et   113 kilomètres de diamètre, et leurs orbites n'ont que quelques kilomètres d'écart.
Il est possible qu'elles soient condamnées à entrer en collision, mais cela n'est pas du tout certain : lorsque ces deux lunes s'approchent l'une de l'autre la gravité accélère celle qui est derrière, qui se retrouve donc sur une orbite plus haute. Celle qui est devant ralentit et se retrouve plus bas ; ainsi elles échangent leurs orbites tous les quatre ans environ.

### Satellites troyens
Les satellites troyens sont un autre genre de co-orbitaux : ils orbitent à la même distance qu'une autre lune, mais aux points de Lagrange L4 et L5, c'est-à-dire qu'ils sont situés à 60° en avant ou en arrière sur l'orbite. La stabilité d'un tel système fait que ces satellites n'entrent jamais en collision.
Téthys possède deux petits satellites troyens, Télesto et Calypso ; Dioné en possède également deux, Hélène et Pollux.

### Satellites majeurs externes
Les lunes majeures externes de Saturne orbitent au-delà de l'anneau E.
Rhéa, avec un diamètre de 1 528 km, est la deuxième plus grande lune de Saturne. Rhéa a une surface cratérisée assez classique, à l'exception de quelques marques claires. Rhéa a également deux bassins d'impact sur la face opposée à Saturne. Le premier, Tirawa, a un diamètre de 360 km, à peu près équivalent au cratère Odyssée sur Téthys. Le second, Mamaldi, a un diamètre de 480 km et est beaucoup plus ancien. En 2008, Cassini a détecté une modification du flux d'électrons piégés par le champ magnétique de Saturne, qui aurait pu être causée par la présence d'un anneau autour de la lune. Toutefois, la présence de cet anneau n'a pas pu être confirmée, et une autre explication devra être trouvée au phénomène. Aucune évidence d'activité interne n'a été observée sur Rhéa.
Titan est la plus grande lune de Saturne et son diamètre de 5 151 km en fait la deuxième plus grande lune du système solaire après Ganymède autour de Jupiter. Parmi toutes les lunes du Système solaire, c'est la seule qui possède une atmosphère dense, majoritairement composée d'azote. Titan est principalement composé d’eau sous forme glacée et de roches. Son épaisse atmosphère a longtemps empêché l’observation de sa surface jusqu’à l’arrivée de la mission Cassini-Huygens en 2004, laquelle a permis la découverte de milliers de lacs d’hydrocarbures liquides (éthane et méthane principalement) dans les régions polaires du satellite, particulièrement autour du pôle Nord où l'on en trouve 25 fois plus qu'autour du pôle Sud. Du point de vue géologique, sa surface est jeune : quelques montagnes ainsi que des cryovolcans éventuels y sont répertoriés, mais la surface de Titan demeure relativement plate et lisse avec peu de cratères d’impact observés. Le climat — qui comprend des vents et de la pluie de méthane — crée sur la surface des caractéristiques similaires à celles rencontrées sur Terre, telles des dunes et des côtes, et, comme sur Terre, il possède des saisons. Avec ses liquides (à la fois à la surface et sous la surface) et son épaisse atmosphère d’azote, Titan est perçu comme un analogue de la Terre primitive, mais à une température beaucoup plus basse. Le satellite est cité comme un possible hébergeur de vie extraterrestre microbienne ou, au moins, comme un environnement prébiotique riche en chimie organique complexe. Certains chercheurs suggèrent qu’un possible océan souterrain pourrait servir d’environnement favorable à la vie.
Hypérion est le voisin le plus proche de Titan dans le système saturnien. Leurs orbites sont bloquées dans une résonance 4:3 : à chaque fois que Titan fait quatre tours de Saturne, Hypérion en fait exactement trois. Avec un diamètre d'environ 270 km, Hypérion est plus petite et légère que Mimas. Sa forme est très irrégulière, et sa densité (environ 0,55 g/cm3) indique que sa porosité dépasse les 40 %, même s'il était composé uniquement de glace. Sa surface est couverte de cratères contigus si nombreux et aux marges si fines que la vue d'ensemble de ce satellite fait penser à une pierre ponce. Les images de Voyager 2 ainsi que les mesures ultérieures de photométrie terrestre indiquent que la rotation d'Hypérion est chaotique, c'est-à-dire que son axe de rotation varie si fortement qu'il ne possède pas de pôle ou d'équateur bien défini, et que son orientation dans l'espace est impossible à prédire.

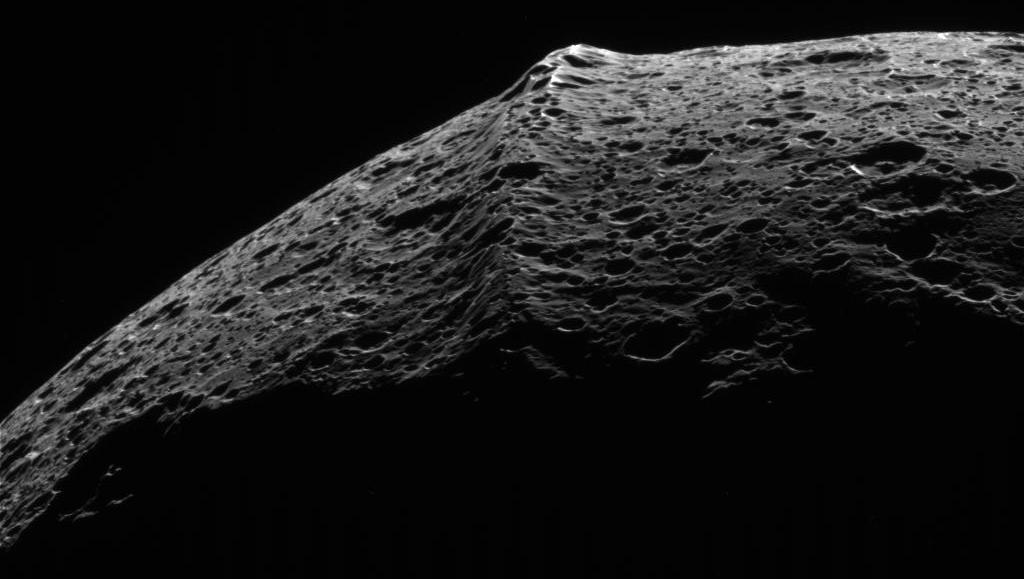
Crête équatoriale de Japet.

Japet est la troisième plus grande lune de Saturne, avec un diamètre de 1 471 km. En orbite autour de la planète à plus de 3,5 millions de kilomètres, elle est de loin la plus éloignée des grandes lunes de Saturne. Japet est connue depuis longtemps pour sa coloration, l'un de ses hémisphères étant particulièrement brillant tandis que l'autre est très sombre. Le matériau sombre actuel serait le résidu de la sublimation de la glace d'eau à la surface de Japet, peut-être noirci par exposition à la lumière du Soleil. La glace se sublime de préférence sur le côté sombre, qui est plus chaud, et précipite sur le côté clair et les pôles, qui sont plus froids. L'origine du matériau sombre pourrait être expliqué par la découverte en 2009 d'un vaste anneau presque invisible à l'intérieur de l'orbite de Phœbé. Les scientifiques pensent que cet anneau est composé de poussières et de particules de glaces arrachées à Phœbé par l'impact de météorites. Comme Phœbé, ces particules orbitent dans le sens inverse de Japet, et se déposent progressivement sur Japet, laissant une couche sombre sur sa face avant. Japet ne présente aucune trace d'activité géologique.

### Satellites irréguliers

Les satellites irréguliers de Saturne.
La position de chaque satellite représente :
- Le demi-grand axe de l'orbite sur l'axe horizontal (en millions de km).
- L'inclinaison sur l'axe vertical. Les satellites en dessous de l'axe horizontal (i>90) sont rétrogrades.
La taille du cercle indique la taille relative du satellite. Les barres horizontales indiquent les variations de distance du satellite par rapport à Saturne.
L'illustration montre les trois groupes : le groupe inuit en haut, le groupe gaulois juste en dessous, et le groupe nordique en dessous de l'axe horizontal.

La grande majorité des satellites de Saturne — 250 sur 274 — sont irréguliers. Ces satellites sont divisés en trois groupes sur la base de leur inclinaison orbitale : deux groupes progrades, à savoir le groupe inuit et le groupe gaulois, et un groupe rétrograde beaucoup plus peuplé mais aussi plus dispersé, à savoir le groupe nordique.

#### Groupe inuit
Le groupe inuit comprend quinze satellites sur des orbites dont le demi-grand axe est compris entre 11  et   18 millions de km, l'inclinaison entre 40° et 50° et l'excentricité entre 0,12 et 0,48. Ils portent le nom de divinités inuites. Ce groupe semble pouvoir se subdiviser en plusieurs sous-groupes sur la base du demi-grand axe : un groupe autour de Kiviuq, qui comprend également Ijiraq, S/2019 S 1, S/2020 S 1 et S/2005 S 4 ; Paaliaq, qui semble isolé ; un groupe autour de Siarnaq, qui comprend également Tarqeq, Saturne LX, S/2004 S 31, S/2020 S 3, S/2020 S 4, S/2020 S 5 et S/2019 S 14 ; et S/2019 S 6, qui semble aussi isolé. À l'exception de Ijiraq, ils présentent un spectre homogène avec une origine commune résultant de la dislocation d'un objet plus grand. Mais une explication de la différence des paramètres orbitaux reste à trouver.

#### Groupe gaulois
Le groupe gaulois est un ensemble de sept satellites ayant une orbite prograde autour de Saturne. Leur demi-grand axe varie entre 16  et   19 millions de km, leur inclinaison entre 35° et 40°, et leur excentricité entre 0,48 et 0,53. Ces similarités indiquent que ce groupe pourrait être le résultat de la désintégration d'un objet plus grand. Ils portent le nom de divinités gauloises. Les membres du groupe gaulois sont Albiorix, S/2007 S8, Bebhionn, Erriapus, Tarvos, S/2006 S12 et S/2004 S 24. Le deux derniers sont plus séparés du reste du groupe, particulièrement S/2004 S 24. Albiorix est le plus grand du groupe avec un diamètre de plus de 30 km.

#### Groupe nordique
Le groupe nordique est un large ensemble de lunes irrégulières de Saturne. Ces lunes ont une orbite rétrograde, dont le demi-grand axe s'étend entre 12  et   24 millions de km, l'inclinaison entre 136° et 175° et l'excentricité entre 0,13 et 0,77.
Le groupe nordique est composé de 99 lunes externes portant le nom de divinités nordiques : Phœbé, Skathi, Narvi, Mundilfari, Suttungr, Thrymr, Ymir, Ægir, Bergelmir, Bestla, Farbauti, Fenrir, Fornjot, Greip, Hati, Hyrrokkin, Jarnsaxa, Kari, Loge, Skoll, Surtur, S/2004 S 7, S/2004 S 12, S/2004 S 13, S/2004 S 17, Gridr, S/2004 S 21, Angrboda, Skrymir, Gerd, Saturne LVIII, Eggther, S/2004 S 28, Beli, Gunnlod, Thiazzi, Saturne LXIV, Alvaldi, S/2004 S 36, S/2004 S 37, Geirröd, S/2004 S 39, S/2006 S 1, S/2006 S 3, S/2007 S 2, S/2007 S 3.
À l'inverse des groupes inuit et gaulois, les paramètres orbitaux sont assez différenciés et le groupe nordique pourrait être décomposé en plusieurs sous-groupes : les satellites rétrogrades à faible inclinaison (inférieure à 151°), le sous-groupe de Kari, le sous-groupe de Mundilfari et le sous-groupe de Phœbé.
Phœbé, avec ses 214 km de diamètre, est de loin le plus grand des satellites irréguliers. Son orbite est rétrograde, et il tourne sur son axe en 9,3 heures. Phœbé a été la première lune de Saturne à être observée en détail par la sonde Cassini, en juin 2004. Au cours du survol, Cassini a pu cartographier 90 % de la surface de la lune. Phœbé a une forme presque sphérique et une densité relativement élevée de 1,6 g/cm3. Les images de Cassini ont révélé une surface sombre, constellée de cratères d'impacts (environ 130 cratères de plus de 10 km de diamètre). Phœbé évolue au sein d'un anneau ne pouvant être mis en évidence qu'en infrarouge en raison de sa faible densité. Cet anneau est particulièrement grand, d'une extension de 20 fois le diamètre de Saturne, il commence à environ 6 millions de km de sa surface et se termine à 12 millions de km environ. Phœbé serait à l'origine de cet anneau lointain, alimenté par la poussière arrachée au satellite lors d'impacts météoritiques. Il serait également la cause de l'aspect particulier de Japet, qui a une de ses faces noire et l'autre très blanche, les poussières de l'anneau percutant la surface de Japet.

## Liste

### Confirmés
Les satellites de Saturne sont classés ici par période orbitale croissante. Les satellites suffisamment massifs pour que leur surface ait formé un sphéroïde sont en gras. Les satellites irréguliers sont en rouge, orange ou gris.
| Légende | Légende                     | Légende        | Légende          | Légende           |
| ------- | --------------------------- | -------------- | ---------------- | ----------------- |
| ♠ Titan | † Autres satellites majeurs | ‡ Groupe inuit | ♦ Groupe gaulois | ♣ Groupe nordique |

| Ordre | Label   | Nom            | Image | Diamètre (km)                  | Masse (1018 kg)     | Demi-grand axe (km) | Période orbitale (d), | Inclinaison (°), | Excentricité | Position                             | Année de découverte | Découvreur                                        |
| ----- | ------- | -------------- | ----- | ------------------------------ | ------------------- | ------------------- | --------------------- | ---------------- | ------------ | ------------------------------------ | ------------------- | ------------------------------------------------- |
| 1     |         | S/2009 S 1     |       | ≈ 0,3                          | < 0,0000001         | ≈ 117 000           | 0,4715                | ≈ 0°             | ≈ 0          | Division de Cassini                  | 2009                | Cassini-Huygens                                   |
| 2     | XVIII   | Pan            |       | 28,4 ± 2,6 (35×32×21)          | 0,00495 ± 0,00075   | 133 583             | +0,5750               | 0,0°             | 0,0000       | Division d'Encke                     | 1990                | Mark Showalter                                    |
| 3     | XXXV    | Daphnis        |       | 7,8 ± 1,6 (9×8×6)              | 0,000084 ± 0,000012 | 136 500             | +0,594                | 0.0°             | 0.000        | Lacune de Keeler                     | 2005                | Cassini-Huygens                                   |
| 4     | XV      | Atlas          |       | 30,2 ± 2,8 (42×36×18)          | 0,0066 ± 0,0006     | 137 670             | +0,6019               | 0,003°           | 0,0012       | Anneau A (berger externe)            | 1980                | Voyager 2                                         |
| 5     | XVI     | Prométhée      |       | 86,2 ± 5,4 (133×79×61)         | 0,1566 ± 0,0020     | 139 353             | +0,6130               | 0,008°           | 0,0022       | Anneau F (berger interne)            | 1980                | Voyager 2                                         |
| 6     | XVII    | Pandore        |       | 80,6 ± 4,4 (103×80×64)         | 0,1356 ± 0,0023     | 141 700             | +0,6285               | 0,050°           | 0,0042       | Anneau F (berger externe)            | 1980                | Voyager 2                                         |
| 7a    | XI      | Épiméthée      |       | 113,4 ± 3,8 (116×117×106)      | 0,5307 ± 0,0014     | 151 410             | +0,6942               | 0,351°           | 0,0098       | Co-orbital avec Janus                | 1977                | J. Fountain and S. Larson                         |
| 7b    | X       | Janus          |       | 179,2 ± 4 (195×194×152)        | 1,8891 ± 0,005      | 151 460             | +0,6945               | 0,163°           | 0,0068       | Co-orbital avec Épiméthée            | 1966                | A. Dollfus                                        |
| 9     | LIII    | Égéon          |       | ≈ 0,5                          | ~0,0000001          | 167 500             | +0,8081               | 0,001°           | 0,0002       | Dans l'anneau G                      | 2008                | Cassini-Huygens                                   |
| 10    | I       | †Mimas         |       | 396,4 ± 1,0 (415×394×381)      | 37,493 ± 0,031      | 185 520             | +0,9424218            | 1,53°            | 0,0202       |                                      | 1789                | W. Herschel                                       |
| 11    | XXXII   | Méthone        |       | 3,2 ± 1,2                      | ~0,00002            | 194 440             | +1,01                 | 0,0072°          | 0,0001       | Groupe des Alcyonides                | 2004                | Cassini-Huygens                                   |
| 12    | XLIX    | Anthée         |       | ≈ 2                            | ~0,000005           | 197 700             | +1,04                 | 0,1°             | 0,001        | Groupe des Alcyonides                | 2007                | Cassini-Huygens                                   |
| 13    | XXXIII  | Pallène        |       | 4,4 ± 0,6 (5×4×4)              | ~0,00006            | 212 280             | +1,14                 | 0,1810°          | 0,0040       | Groupe des Alcyonides                | 2004                | Cassini-Huygens                                   |
| 14    | II      | †Encelade      |       | 504,2 ± 0,4 (513×503×497)      | 108,022 ± 0,101     | 238 020             | +1,370218             | 0,00°            | 0,0045       | Anneau E                             | 1789                | W. Herschel                                       |
| 15    | III     | †Téthys        |       | 1 066 ± 2,8 (1081×1062×1055)   | 617,449 ± 0,132     | 294 660             | +1,887802             | 1,86°            | 0,0000       |                                      | 1684                | G. Cassini                                        |
| 15a   | XIII    | Télesto        |       | 24,8 ± 0,8 (31×24×21)          | ~0,010              | 294 660             | +1,8878               | 1,158°           | 0,001        | Point de Lagrange avant de Téthys    | 1980                | B. Smith, H. Reitsema, S. Larson, and J. Fountain |
| 15b   | XIV     | Calypso        |       | 21,2 ± 1,4 (30×23×14)          | ~0,0065             | 294 660             | +1,8878               | 1,473°           | 0,001        | Point de Lagrange arrière de Téthys  | 1980                | D. Pascu, P. Seidelmann, W. Baum, and D. Currie   |
| 18    | IV      | †Dioné         |       | 1 123,4 ± 1,8 (1128×1122×1121) | 1 095,452 ± 0,168   | 377 400             | +2,736915             | 0,02°            | 0,0022       |                                      | 1684                | G. Cassini                                        |
| 18a   | XII     | Hélène         |       | 33 ± 1,2 (39×37×25)            | ~0,02446            | 377 400             | +2,7369               | 0,0°             | 0,005        | Point de Lagrange avant de Dioné     | 1980                | P. Laques and J. Lecacheux                        |
| 18b   | XXXIV   | Pollux         |       | 2,6 ± 0,8 (3×2×2)              | ~0,00001            | 377 200             | +2,74                 | 0,1774°          | 0,0192       | Point de Lagrange arrière de Dioné   | 2004                | Cassini-Huygens                                   |
| 21    | V       | †Rhéa          |       | 1 528,6 ± 4,4 (1534×1525×1526) | 2 306,518 ± 0,353   | 527 040             | +4,517500             | 0,35°            | 0,0010       |                                      | 1672                | G. Cassini                                        |
| 22    | VI      | ♠Titan         |       | 5 151 ± 4                      | 134 520 ± 20        | 1 221 830           | +15,945421            | 0,33°            | 0,0292       |                                      | 1655                | C. Huygens                                        |
| 23    | VII     | †Hypérion      |       | 266 ± 16 (328×260×214)         | 5,584 ± 0,068       | 1 481 100           | +21,276609            | 0,43°            | 0,1042       | En résonance orbitale 3:4 avec Titan | 1848                | W. Bond G. Bond W. Lassell                        |
| 24    | VIII    | †Japet         |       | 1 471,2 ± 6,0                  | 1 805,635 ± 0,375   | 3 561 300           | +79,330183            | 14,72°           | 0,0283       |                                      | 1671                | G. Cassini                                        |
| 25    | XXIV    | ‡Kiviuq        |       | ≈ 16                           | ~0,00279            | 11 110 000          | +449                  | 48,7°            | 0,334        | Groupe inuit                         | 2000                | B. Gladman, J. Kavelaars, et coll.                |
| 26    | XXII    | ‡Ijiraq        |       | ≈ 12                           | ~0,00118            | 11 120 000          | +451                  | 49,1°            | 0,316        | Groupe inuit                         | 2000                | B. Gladman, J. Kavelaars, et coll.                |
| 27    | IX      | ♣†Phœbé        |       | 214,4 ± 12,4 (230×220×210)     | 8,292 ± 0,010       | 12 944 000          | −548                  | 174,8°           | 0,164        | Groupe nordique                      | 1899                | W. Pickering                                      |
| 28    | XX      | ‡Paaliaq       |       | ≈ 22                           | ~0,00725            | 15 200 000          | +687                  | 47,2°            | 0,364        | Groupe inuit                         | 2000                | B. Gladman, J. Kavelaars, et coll.                |
| 29    | XXVII   | ♣Skathi        |       | ≈ 8                            | ~0,00035            | 15 540 000          | −728                  | 148,5°           | 0,270        | Groupe nordique                      | 2000                | B. Gladman, J. Kavelaars, et coll.                |
| 30    | XXVI    | ♦Albiorix      |       | ≈ 32                           | ~0,0223             | 16 180 000          | +783                  | 34,0°            | 0,469        | Groupe gaulois                       | 2000                | M. Holman                                         |
| 31    |         | ♣S/2007 S 2    |       | ≈ 6                            | ~0,00015            | 16 730 000          | −808                  | 176,7°           | 0,218        | Groupe nordique                      | 2007                | S. Sheppard, D. Jewitt, J. Kleyna, B. Marsden     |
| 32    | XXXVII  | ♦Bebhionn      |       | ≈ 6                            | ~0,00015            | 17 120 000          | +835                  | 35,0°            | 0,469        | Groupe gaulois                       | 2004                | S. Sheppard, D. Jewitt, J. Kleyna                 |
| 33    | XXVIII  | ♦Erriapus      |       | ≈ 10                           | ~0,00068            | 17 340 000          | +871                  | 34,6°            | 0,474        | Groupe gaulois                       | 2000                | B. Gladman, J. Kavelaars, et coll.                |
| 34    | XXIX    | ‡Siarnaq       |       | ≈ 40                           | ~0,0435             | 17 530 000          | +896                  | 45,6°            | 0,295        | Groupe inuit                         | 2000                | B. Gladman, J. Kavelaars, et coll.                |
| 35    | XLVII   | ♣Skoll         |       | ≈ 6                            | ~0,00015            | 17 670 000          | −878                  | 161,2°           | 0,464        | Groupe nordique                      | 2006                | S. Sheppard, D. Jewitt, J. Kleyna                 |
| 36    | XXI     | ♦Tarvos        |       | ≈ 15                           | ~0,0023             | 17 980 000          | +926                  | 33,8°            | 0,531        | Groupe gaulois                       | 2000                | B. Gladman, J. Kavelaars, et coll.                |
| 37    | LII     | ‡Tarqeq        |       | ≈ 7                            | ~0,00023            | 18 010 000          | +888                  | 46,1°            | 0,160        | Groupe inuit                         | 2007                | S. Sheppard, D. Jewitt, J. Kleyna                 |
| 38    | LI      | ♣Greip         |       | ≈ 6                            | ~0,00015            | 18 210 000          | −921                  | 179,8°           | 0,326        | Groupe nordique                      | 2006                | S. Sheppard, D. Jewitt, J. Kleyna                 |
| 39    |         | ♣S/2004 S 13   |       | ≈ 6                            | ~0,00015            | 18 400 000          | −933                  | 167,4°           | 0,273        | Groupe nordique                      | 2004                | S. Sheppard, D. Jewitt, J. Kleyna                 |
| 40    | XLIV    | ♣Hyrrokkin     |       | ≈ 8                            | ~0,00035            | 18 440 000          | −932                  | 151,4°           | 0,333        | Groupe nordique                      | 2006                | S. Sheppard, D. Jewitt, J. Kleyna                 |
| 41    | XXV     | ♣Mundilfari    |       | ≈ 7                            | ~0,00023            | 18 690 000          | −953                  | 169,4°           | 0,210        | Groupe nordique                      | 2000                | B. Gladman, J. Kavelaars, et coll.                |
| 42    | L       | ♣Jarnsaxa      |       | ≈ 6                            | ~0,00015            | 18 810 000          | −965                  | 163,3°           | 0,216        | Groupe nordique                      | 2006                | S. Sheppard, D. Jewitt, J. Kleyna                 |
| 43    |         | ♣S/2006 S 1    |       | ≈ 6                            | ~0,00015            | 18 980 000          | −1015                 | 154,2°           | 0,130        | Groupe nordique                      | 2006                | S. Sheppard, D.C. Jewitt, J. Kleyna               |
| 44    |         | ♣S/2007 S 3    |       | ≈ 5                            | ~0,00009            | 18 980 000          | −978                  | 177,2°           | 0,130        | Groupe nordique                      | 2007                | S. Sheppard, D. Jewitt, J. Kleyna                 |
| 45    | XXXI    | ♣Narvi         |       | ≈ 7                            | ~0,00023            | 19 010 000          | −1 004                | 145,8°           | 0,431        | Groupe nordique                      | 2003                | S. Sheppard, D. Jewitt, J. Kleyna                 |
| 46    | XXXVIII | ♣Bergelmir     |       | ≈ 6                            | ~0,00015            | 19 340 000          | −1006                 | 158,5°           | 0,142        | Groupe nordique                      | 2004                | S. Sheppard, D. Jewitt, J. Kleyna                 |
| 47    |         | ♣S/2004 S 17   |       | ≈ 4                            | ~0,00005            | 19 450 000          | −986                  | 166,6°           | 0,259        | Groupe nordique                      | 2004                | S. Sheppard, D. Jewitt, J. Kleyna                 |
| 48    | XXIII   | ♣Suttungr      |       | ≈ 7                            | ~0,00023            | 19 460 000          | −1 017                | 175,8°           | 0,114        | Groupe nordique                      | 2000                | B. Gladman, J. Kavelaars, et coll.                |
| 49    | XLIII   | ♣Hati          |       | ≈ 6                            | ~0,00015            | 19 860 000          | −1 039                | 165,8°           | 0,372        | Groupe nordique                      | 2004                | S. Sheppard, D. Jewitt, J. Kleyna                 |
| 50    |         | ♣S/2004 S 12   |       | ≈ 5                            | ~0,00009            | 19 890 000          | −1 046                | 164,0°           | 0,401        | Groupe nordique                      | 2004                | S. Sheppard, D. Jewitt, J. Kleyna                 |
| 51    | XXXIX   | ♣Bestla        |       | ≈ 7                            | ~0,00023            | 20 130 000          | −1 084                | 145,2°           | 0,521        | Groupe nordique                      | 2004                | S. Sheppard, D. Jewitt, J. Kleyna                 |
| 52    | XL      | ♣Farbauti      |       | ≈ 5                            | ~0,00009            | 20 390 000          | −1 086                | 156,4°           | 0,206        | Groupe nordique                      | 2004                | S. Sheppard, D. Jewitt, J. Kleyna                 |
| 53    | XXX     | ♣Thrymr        |       | ≈ 7                            | ~0,00023            | 20 470 000          | −1 094                | 175,0°           | 0,470        | Groupe nordique                      | 2000                | B. Gladman, J. Kavelaars, et coll.                |
| 54    | XXXVI   | ♣Ægir          |       | ≈ 6                            | ~0,00015            | 20 740 000          | −1 117                | 166,7°           | 0,252        | Groupe nordique                      | 2004                | S. Sheppard, D. Jewitt, J. Kleyna                 |
| 55    |         | ♣S/2004 S 7    |       | ≈ 6                            | ~0,00015            | 21 000 000          | −1 140                | 165,1°           | 0,580        | Groupe nordique                      | 2004                | S. Sheppard, D. Jewitt, J. Kleyna                 |
| 56    |         | ♣S/2006 S 3    |       | ≈ 6                            | ~0,00015            | 22 100 000          | −1 227                | 150,8°           | 0,471        | Groupe nordique                      | 2006                | S. Sheppard, D. Jewitt, J. Kleyna                 |
| 57    | XLV     | ♣Kari          |       | ≈ 7                            | ~0,00023            | 22 120 000          | −1 234                | 156,3°           | 0,478        | Groupe nordique                      | 2006                | S. Sheppard, D. Jewitt, J. Kleyna                 |
| 58    | XLI     | ♣Fenrir        |       | ≈ 4                            | ~0,00005            | 22 450 000          | −1 260                | 164,9°           | 0,136        | Groupe nordique                      | 2004                | S. Sheppard, D. Jewitt, J. Kleyna                 |
| 59    | XLVIII  | ♣Surtur        |       | ≈ 6                            | ~0,00015            | 22 710 000          | −1 298                | 177,5°           | 0,451        | Groupe nordique                      | 2006                | S. Sheppard, D. Jewitt, J. Kleyna                 |
| 60    | XIX     | ♣Ymir          |       | ≈ 18                           | ~0,00397            | 23 040 000          | −1 312                | 173,1°           | 0,335        | Groupe nordique                      | 2000                | B. Gladman, J. Kavelaars, et coll.                |
| 61    | XLVI    | ♣Loge          |       | ≈ 6                            | ~0,00015            | 23 070 000          | −1 313                | 167,9°           | 0,187        | Groupe nordique                      | 2006                | S. Sheppard, D. Jewitt, J. Kleyna                 |
| 62    | XLII    | ♣Fornjot       |       | ≈ 6                            | ~0,00015            | 25 110 000          | −1 491                | 170,4°           | 0,206        | Groupe nordique                      | 2004                | S. Sheppard, D. Jewitt, J. Kleyna                 |
| 99    | LIV     | ♣Gridr         |       | ≈ 4                            |                     | 19 211 000          | −990                  | 163,1°           | 0,204        | Groupe nordique                      | 2004                | S. Sheppard, D. Jewitt, J. Kleyna                 |
| 99    |         | ♣S/2004 S 21   |       | ≈ 3                            |                     | 23 810 400          | −1 365                | 154,6°           | 0,312        | Groupe nordique                      | 2004                | S. Sheppard, D. Jewitt, J. Kleyna                 |
| 99    |         | ♣Angrboda      |       | ≈ 3                            |                     | 20 379 900          | −1 080,4              | 177,4°           | 0,257        | Groupe nordique                      | 2004                | S. Sheppard, D. Jewitt, J. Kleyna                 |
| 99    |         | ♣Skrymir       |       | ≈ 4                            |                     | 21 427 000          | −1 164,3              | 177,7°           | 0,399        | Groupe nordique                      | 2004                | S. Sheppard, D. Jewitt, J. Kleyna                 |
| 99    |         | ♦S/2004 S 24   |       | ≈ 3                            |                     | 23 231 300          | +1 317,6              | 36,78°           | 0,049        | Groupe gaulois                       | 2004                | S. Sheppard, D. Jewitt, J. Kleyna                 |
| 99    |         | ♣Gerd          |       | ≈ 3                            |                     | 20 544 500          | −1 095,0              | 173,3°           | 0,457        | Groupe nordique                      | 2004                | S. Sheppard, D. Jewitt, J. Kleyna                 |
| 99    |         | ♣Saturne LVIII |       | ≈ 4                            |                     | 26 737 800          | −1 624,2              | 171,3°           | 0,148        | Groupe nordique                      | 2004                | S. Sheppard, D. Jewitt, J. Kleyna                 |
| 99    |         | ♣Eggther       |       | ≈ 4                            |                     | 19 7767 00          | −1 033,0              | 167,1°           | 0,120        | Groupe nordique                      | 2004                | S. Sheppard, D. Jewitt, J. Kleyna                 |
| 99    |         | ♣S/2004 S 28   |       | ≈ 4                            |                     | 21 791 300          | −1 197,2              | 171,0°           | 0,133        | Groupe nordique                      | 2004                | S. Sheppard, D. Jewitt, J. Kleyna                 |
| 99    |         | ‡Saturne LX    |       | ≈ 4                            |                     | 17 4707 00          | +858,77               | 44,43°           | 0,472        | Groupe inuit                         | 2004                | S. Sheppard, D. Jewitt, J. Kleyna                 |
| 99    |         | ♣Beli          |       | ≈ 3                            |                     | 20 424 000          | −1 084,1              | 156,3°           | 0,113        | Groupe nordique                      | 2004                | S. Sheppard, D. Jewitt, J. Kleyna                 |
| 99    |         | ‡S/2004 S 31   |       | ≈ 4                            |                     | 17 402 800          | +853,80               | 48,11°           | 0,242        | Groupe inuit                         | 2004                | S. Sheppard, D. Jewitt, J. Kleyna                 |
| 99    |         | ♣Gunnlod       |       | ≈ 4                            |                     | 21 564 200          | −1 175,3              | 158,5°           | 0,262        | Groupe nordique                      | 2004                | S. Sheppard, D. Jewitt, J. Kleyna                 |
| 99    |         | ♣Thiazzi       |       | ≈ 4                            |                     | 23 764 800          | −1 361,5              | 161,5°           | 0,417        | Groupe nordique                      | 2004                | S. Sheppard, D. Jewitt, J. Kleyna                 |
| 99    |         | ♣Saturne LXIV  |       | ≈ 3                            |                     | 24 358 900          | −1 412,5              | 165,7°           | 0,267        | Groupe nordique                      | 2004                | S. Sheppard, D. Jewitt, J. Kleyna                 |
| 99    |         | ♣Alvaldi       |       | ≈ 4                            |                     | 21 953 200          | −1 208,1              | 176,4°           | 0,182        | Groupe nordique                      | 2004                | S. Sheppard, D. Jewitt, J. Kleyna                 |
| 99    |         | ♣S/2004 S 36   |       | ≈ 3                            |                     | 23 698 700          | −1 354,2              | 147,6°           | 0,667        | Groupe nordique                      | 2004                | S. Sheppard, D. Jewitt, J. Kleyna                 |
| 99    |         | ♣S/2004 S 37   |       | ≈ 4                            |                     | 16 003 300          | −752,88               | 164,0°           | 0,506        | Groupe nordique                      | 2004                | S. Sheppard, D. Jewitt, J. Kleyna                 |
| 99    |         | ♣Geirröd       |       | ≈ 4                            |                     | 23 006 200          | −1 295,8              | 155,0°           | 0,381        | Groupe nordique                      | 2004                | S. Sheppard, D. Jewitt, J. Kleyna                 |
| 99    |         | ♣S/2004 S 39   |       | ≈ 2                            |                     | 22 790 400          | −1 277,5              | 167,6°           | 0,081        | Groupe nordique                      | 2004                | S. Sheppard, D. Jewitt, J. Kleyna                 |

### Non confirmés
Les objets suivants (observés par Cassini) n'ont pas été confirmés comme des corps solides. Il n'est pas encore clair si ces satellites sont réels ou simplement des amas persistants au sein de l'anneau F.
| Nom        | Image | Diamètre (km) | Demi grand axe (km) | Période orbitale (j) | Position | Année de découverte |
| ---------- | ----- | ------------- | ------------------- | -------------------- | -------- | ------------------- |
| S/2001 S 4 |       |               |                     |                      | Anneau F | 2001                |
| S/2001 S 7 |       |               |                     |                      | Anneau F | 2001                |
| S/2004 S 3 |       | ≈ 3−5         | ≈ 140 300           | ≈ +0,619             | Anneau F | 2004                |
| S/2004 S 4 |       | ≈ 3−5         | ≈ 140 300           | ≈ +0,619             | Anneau F | 2004                |
| S/2004 S 6 |       | ≈ 3–5         | ≈ 140 130           | +0,61801             | Anneau F | 2004                |

### Satellites à hélice

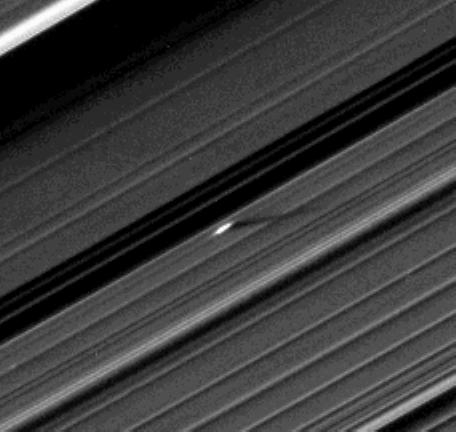
La lune mineure « Earhart » de 400 mètres dans l'anneau A de Saturne, juste à l'extérieur de la division d'Encke.

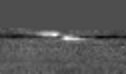
L'hélice de la lune Blériot.

Ces mini-lunes (voir Satellites des anneaux ci-dessus) ont été informellement nommées par l'équipe de Cassini d'après des aviateurs célèbres. Parmi ces lunes, peuvent être citées :
- Nommés (par ordre alphabétique) :
  - Blériot[195],[194],[229] (rayon de Hill estimé à 615 m[194]), nommé d'après Louis Blériot
  - Curtiss[195], nommé d'après Glenn Curtiss
  - Earhart[195],[230],[194],[229] (rayon de Hill estimée à 370 m[194]), nommé d'après Amelia Earhart[231]
  - Hinkler[195], nommé d'après Bert Hinkler
  - Kingsford Smith[195], nommé d'après Charles Kingsford Smith
  - Lindbergh[195], nommé d'après Charles Lindbergh
  - Post[195], nommé d'après Wiley Post
  - Richthofen[195], nommé d'après Manfred von Richthofen
  - Santos-Dumont[195],[230],[229], nommé d'après Alberto Santos-Dumont
  - Sikorsky[195], nommé d'après Igor Sikorsky
  - Wright[195], nommé d'après Orville et Wilbur Wright
  - Peggy (nommé d'après la belle-mère du découvreur et non un aviateur)[232]
- Numérotés mais non-nommés (observés une seule fois[195]) :
  - 116-006-A[195]
  - 035-076-A[195]
  - 070-030-A[195]
  - 035-296-A[195]
  - 064-163-A[195]
  - 070-106-A[195]
  - 070-074-A[195]
  - 043-069-A[195]
  - 035-153-B[195]
  - 035-193-A[195]
  - 064-076-A[195]
  - 064-092-A[195]
  - 064-133-A[195]
  - 070-136-A[195]
  - 070-028-A[195]
  - 064-222-A[195]
  - 064-114-A[195]
  - 035-189-A[195]
  - 064-007-A[195]
  - 035-164-A[195]
  - 043-053-A[195]
  - 064-073-A[195]
  - 043-083-A[195]
  - 007-199-A[195]
  - 043-212-A[195]

Ils ont tous des diamètres estimés inférieurs à 1,2 km, les plus petits entre 50  et   100 m.

## Dans la fiction
- Dans le roman 2001 : L'Odyssée de l'espace d'Arthur C. Clarke, l'astronaute Dave Bowman se dirige vers Japet, un satellite de Saturne, à la surface duquel se trouve le mystérieux monolithe de près de 600 mètres de haut qui se révélera une « porte des étoiles » qui l'emmènera près d'un duo d'étoiles dans lequel il sera étudié par des entités extraterrestres. Arthur C. Clarke a d'ailleurs salué le survol de Japet par la sonde Cassini comme un clin d'œil à son roman.
- Le roman La Zone du Dehors d'Alain Damasio situe son action sur un satellite imaginaire de Saturne, ce qui vaut au lecteur quelques descriptions d'un ciel « ensaturné ».
- Le roman Les Joueurs de Titan de Philip K. Dick.